# Гуманітарне знання
Гуманітарне знання - соціальне пізнання, що здійснюється групою наук, які називають суспільними (економічна теорія, соціологія, політологія, правознавство тощо). Іноді їх відносять до гуманітарних наук, ставлячи знак рівності між назвами "суспільні" і "гуманітарні".

## Особливості гуманітарного знання

### Гуманітарне знання як продукт соціальних законів
Гуманітарні науки (соціальні) прагнуть виявити об'єктивні закони, що виражають істотні, загальні і необхідні зв'язки явищі процесів. Гуманітарне знання як продукт цих наук — це насамперед знання про відносно стійкі і систематично відтворені відносини між народами, класами, соціально демографічними і професійними групами тощо. Наприклад, економічна теорія розкриває стійкий зв'язок, з одного боку, між співвідношенням на ринку попиту та пропозиції, а з іншого боку ціною товару; соціологія виявляє повторювані істотні зв'язки демографічних процесів із соціально-економічним розвитком; політологія виявляє закономірні зв'язки політики з інтересами класів, націй і інших суб'єктів суспільно-політичного життя тощо, оскільки соціальні закони, на відміну від законів природи, здійснюються через діяльність людей.
а вона здійснюється в різних умовах. Соціальні закони діють як тенденція, а не як постійні величини.

### Соціальне знання
Соціальне знання має й інші особливості, що породжені специфікою соціального пізнання (про це мова йшла вище).
Якщо представник суспільних наук — історик, соціолог, філософ — звертається до фактів, законів, залежностей суспільно-історичного процесу, результатом його досліджень є соціальне знання. Якщо ж він розглядає світ людини, цілі і мотиви діяльності, його духовні цінності, особистісне сприйняття світу, його науковим результатом виступає гуманітарне знання. Коли історик враховує суспільні тенденції в поступальному розвитку людства, він функціонує як суспільствознавець, а коли він вивчає індивідуально-особистісні фактори, він діє як гуманітарій. Таким чином, соціальне і гуманітарне знання взаємопроникаючі. Немає суспільства без людини. Але немає і людини без суспільства. Безлюдна історія виглядала б дивною. Але без вивчення закономірних процесів, без пояснення історичного розвитку вона не була би наукою. Філософія відноситься до гуманітарного знання остільки, оскільки звернена до духовного світу людини.
Гуманітарій розглядає дійсність у колі цілей, мотивів, орієнтації людини. Його завдання — зрозуміти її помисли, спонукання, наміри. Розуміння — одна з особливостей гуманітарного знання. Звертаючись до текстів листів і публічних виступів, щоденників і програмних заяв, художніх творів і критичних рецензій, філософських творів і публіцистичних статей, гуманітарій прагне зрозуміти зміст, який вклав у них автор. Це можливо, лише розглядаючи текст у контексті того середовища, у якому жив його творець, у прив'язанні до його життєвого світу.
Розуміння тексту не може бути настільки строгим, як пояснення об'єктивних соціальних зв'язків. Навпаки, можливі тлумачення тексту, що не є необхідними, єдино правильними, безсумнівними, але які мають право на існування. Тим більше що п'єси Шекспіра сьогоднішнім глядачем наповнюються іншим змістом, ніж той, котрий сприймали сучасники драматурга. Тому гуманітарне знання не має точності природничих і технічних наук, що активно використовує математичні викладення.
Можливість надання текстам різних змістів, значна кількість випадкових відносин, неможливість зведення знання до однозначних, усіма визнаних визначень не знецінюють гуманітарне знання. Навпаки, таке знання, звернене до внутрішнього світу людини, здатне впливати на неї, одухотворяти, перетворювати її моральні, ідейні, світоглядні орієнтири, сприяти розвитку в людині всіх її людських якостей.

### Суб'єктивна складова
Наскрізною проблемою всієї історії філософії є проблема істини. Якщо спочатку питання суб‘єкта в процесі осмислення першопричини світу не виникало, то поворот до людини в античну епоху в діяльності софістів і в творчості Сократа призвів до його постановки. Правда, слід зазначити, що перш ніж роль і місце суб‘єкта в пізнавальному процесі більш менш була усвідомлена, пройшло досить багато часу, впродовж якого мислителі різних поколінь поглиблювали та уточнювали суб‘єктивність як таку і, відповідно, її роль в процесі пізнання.
«Захоплення» софістів суб‘єктивністю призвело не лише до її абсолютизації, але й до критики діяльності «вчителів мудрості» з боку Сократа.
Через усні бесіди знаменитого афінянина, його полеміку з софістами з посиланням на реальні обставини життя стало зрозуміло, що об‘єктивна істина все ж існує, хоч її пізнання і є важкою справою. Змістом її, за Сократом, не може бути людська суб‘єктивність, оскільки вона призводить до руйнації об‘єктивності, до ототожнення гадки з істиною, до неможливості впорядкування здавалося б начисто суб‘єктивного людського життя.
Критика Сократом софістів однак не увінчалась належним успіхом. Заклик до «пізнання самого себе», через який нібито можливо досягти об‘єктивної істини, на перевірку виявився хибним і таким, що не досягає поставленої мети, оскільки, коли кожен буде шукати істину в собі, то все ж невідомо – знайде він істину спільну, загальну для всіх, а значить об‘єктивну, чи знову вона виявиться у кожного своя. Саме ця обставина заставила Платона по-новому підійти до проблеми визначення умов можливості об‘єктивної істини. Якою недосконалою сьогодні нам би не видалась теорія ідей Платона, все ж необхідно визнати, що на той час вона була великим відкриттям.
Та що там казати, навіть сьогодні ідеї Платона не лише живуть, але й сповідуються багатьма людьми. Його розуміння світу, багато разів трансформоване іншими мислителями, не тільки стало теоретичною базою християнського світогляду, але й глибоко проникло в свідомість віруючих і не лише їх. Близьке до платонівського розуміння світу є характерним часто і для тих, хто віруючим себе не вважає, але висловлюється в такий спосіб, що все таки «щось там є».
Очевидно, що Платон спирався не лише на вчення своїх попередників, але й на спостереження, на які спроможні і ми сьогодні. Хіба, коли ми зустрічаємо людину напрочуд мінливу і непослідовну у своїх вчинках, ми не задаємось питанням: а ким вона є насправді? Але ж це питання є нічим іншим, як питанням істини, тобто, якою є ця людина по істині. Після «свіжого» та «печального» досвіду своїх попередників не міг Платон шукати предмет істини в іншому місці, крім як за межами світу матеріального, адже матеріальний світ мінливий, а предметом істини, як і сама істина, має бути щось незмінне. Отже, безпосереднє пізнання речей матеріального світу неможливе в силу їхньої мінливості, плинності. Намагання віднайти усталеність як характеристику істинного
знання в розумі з боку Сократа також не принесли бажаного результату. Залишалось лише винести предмет істини – об‘єктивні ідеї – за межі світу. Але й такий повний розрив предмета істини як з мінливими речами, так і з суб‘єктом, що намагається пізнати істину, не міг задовольнити не лише критиків, зокрема Арістотеля, але й самого Платона, наслідком чого став пошук автором теорії ідей форм зв‘язку світу ідей зі світом матеріальних речей. Це була спроба хоч якимось чином пов‘язати суб‘єкта, а відповідно і суб‘єктивність, з істиною, знанням. Середньовічна філософія суб‘єктивність визнала в концепті «внутрішня людина». Августин Аврелій внутрішній діалог людини зумів представити як розмову з Богом, як спосіб усвідомлення самості, яке здійснюється через усамітнення як зовнішнє, так і внутрішнє. Таке занурення в себе є умовою самопізнання, яке виявляє душу як зосередження всіх часів в теперішньому. Але навіть така душа приречена жити, по-перше, в тілі, а по-друге – не лише в світі духовному, але й серед речей матеріального світу. Обернення душі до світу матеріальних речей робить душу нещасною, що пізніше, намагаючись подолати розірваність суб‘єкта і об‘єкта, Г.Геґель назве «нещасною свідомістю». Для християнина свідомість буття і дії є лише тугою про це буття і дію. Християнин зі своєю «нещасною свідомістю» причетний до Бога і в той же час занурений у гріхи. Саме так, хоч і не зовсім коректно, в середні віки здійснюється зв‘язок одиничного з незмінним загальним. Новий час приніс з собою нові потуги по узгодженню в процесі пізнання об‘єктивного і суб‘єктивного. Сенсуалісти та емпірики, зосередившись на аналізі природи та ролі чуття і чуттєвого досвіду в пізнавальному процесі дійшли в особі Д.Юма до агностицизму, праці якого стали відправним моментом філософії І.Канта, а через нього і всієї німецької класичної філософії. Правда, ще до Й.Фіхте, Ф.Шеллінга та Г.Геґеля раціоналізм європейської філософії XVII століття досить потрудився для того, щоб на базі ratio розв‘язати поставлені проблеми. По-різному представники раціоналізму їх вирішували: від утруднень дуалізму, з яким прийшлось зіткнутись Р.Декарту, субстанції Б.Спінози, що містить в собі не лише природу, але ще й «щось нескінченне», що не є природою, до монадології Ґ.Ляйбніца, в якій останній спробував поєднати раціоналізм з сенсуалізмом. Очевидно слід визнати, що суб‘єктивність в тій чи іншій мірі завжди була присутня в дослідженнях, що мали на меті пізнати закономірності пізнавального процесу.
Наприклад, якщо взяти гносеологію І.Канта з його двома джерелами знання, то хіба визнання простору і часу апріорними формами чуттєвого сприйняття не є отримання суб‘єктивністю в рамках його філософії права на участь у формуванні об‘єктивного знання. Те ж саме стосується і його категорій розсудку та ідей розуму як різних рівнів розумного пізнання. Як сьогодні б не критикували Г.Геґеля за його панлогізм і вивищення загального, хіба не він поєднав в одній філософській системі об‘єкт і суб‘єкт, поклавши в основу власної філософської системи поняття абсолютної ідеї як субстанції-суб‘єкта. Врешті-решт, ми є свідками антропологічного повороту в європейській філософії, який по-своєму, по-новому, в нових історичних умовах поставив проблему людини, її суб‘єктивності в людському знанні. Поняття антропологічного повороту виходить далеко за межі філософської антропології, яка представлена А.Геленом, Х.Плесснером, М.Шелером. Філософськими течіями антропологічного штибу визнаються: феноменологія Е.Гусерля, персоналізм та екзистенціалізм, представлені творами Г. Марселя, М.О.Бердяєва,
Особливо показовою є роль суб‘єктивності в творах данського мислителя С.Кіркегора, який досить переконливо довів, що об‘єктивна істина хоч і є важливою для життєдіяльності людини, однак не є достатньою у прагненні людини до щастя. Підхопивши дану ідею, М.Ґайдеггер, спираючись на феноменологію свого вчителя Е.Гусерля, розробив філософське вчення, яке отримало назву екзистенціалізм, в якому суб‘єктивність посіла значне, якщо не провідне, місце в усвідомленні людиною себе та своєї життєдіяльності як особливого буття, яке не може бути узагальненим, а є лише самобутнім, унікальним та неповторним. І все ж, розглядаючи суб‘єктивну складову гуманітарного знання варто зосередитись на людській діяльності, чуттєво-предметній практиці, не обмежуючись моральністю як чисто духовною практикою. В цьому контексті будь-яка діяльність індивіда чи спільноти реалізує певні суб‘єктивні прагнення, втілює їх в матеріальні форми і цим робить їх об‘єктивними, реалізованими, втіленими. Відповідно, наступна діяльність стикається з цими реалізованими в матерії суб‘єктивними прагненнями як з об‘єктивними фактами, з якими треба рахуватись як з об‘єктивними. Такими є глибинні підстави взаємозалежності об‘єктивного і суб‘єктивного в гуманітарному знанні.
Останні постають одночасно й засобом, й простором – середовищем самоформування та самоусвідомлення суспільства, віссю, ―довкола якої соціум збирає себе і без якої саме його існування навряд чи можливе‖ [2]. Гуманітарні науки здійснюють не лише пізнавальну функцію та функцію рефлексії, а й охоронну функцію – зберігаючи людське в людині. Одна з характеристик гуманітаристики – орієнтація на цілісність життєвого світу. Якщо наука постає багатовимірним пізнанням світу, то окрім природно-речового погляду на світ потрібний і гуманітарний кут зору, який, на думку В.Ільїна, передбачає духовно-смисловий образ світу [3, с.267]. Гуманітарний образ світу передбачає відповідальне ставлення до пізнаваної дійсності, оцінку методів і прийомів пізнання, критичне прогнозування наслідків пізнавальної діяльності як у короткій, так і довготривалій перспективі.
Інтеграційний рух і зближення наукових галузей настільки ж потужні, як і посилення фрагментації та спеціалізації. Інтеграція і спеціалізація мають спільне онтологічне коріння: світ один і різноманітний водночас, з чого випливає наявність загального наукового способу пізнання й множини наукових методів і засобів пізнання. Інтеграція наук здійснюється на засадах методологічного плюралізму й діалогу думок, які виявляються у комплексному підході до розв‘язуваної проблеми, доповнюваності методів дослідження, кооперуванні наукових дисциплін і взаємоповазі представників різних галузей науки. Загалом, характеризуючи сучасну науку як постнекласичну (В. Стьопін), можна виділити принципи, які можуть слугувати підставою для інтеграції різних наук в єдине ціле: 1) синергетичне світорозуміння, що включає категорії системності, нелінійності, змінності, нерівноваги, складності, когерентності; 2) міждисциплінарний синтез – вияв коеволюції, співпраці різних дисциплін у розв‘язанні наукових проблем; 3) визнання рівноцінності, значущості як цілого, так і його частин; 4) принцип доповнюваності Н. Бора (у його широкому світоглядному розумінні); 5) ідеалізація нелінійного середовища під час вивчення взаємодій системи (тут – науки) з іншими системами (суспільством, культурою та ін.); 6) людиномірність досліджуваних систем. Одним з аспектів інтеграції природничо-наукового й гуманітарного знання називають подолання техноцентризму й, як наслідок, гуманітаризацію природничих і технічних наук. Інтегративний підхід дозволяє розкрити внутрішній потенціал соціогуманітарних наук, доповнюючи природничо-наукове знання й збагачуючи наукову методологію. Особливе значення гуманітарних наук полягає в тому, що вони дають можливість людській істоті стати особистістю й особистісно усвідомлювати світ, брати участь у його житті. Стосовно цього аспекту можливостей інтеграції, глибоко схопив сутність гуманітарного пізнання М. Бахтін: ―Предмет гуманітарних наук – виразне й мовляче буття. Це буття ніколи не збігається саме з собою і тому невичерпне у своєму смислі й значенні‖ [1, с.410]. Тому вчений-гуманітарій бере до уваги відкритість, незавершеність, ситуативність досліджуваної реальності й усвідомлює, що репрезентує лише один з її боків, один з її вимірів. Наразі актуальним стає розуміння самого об‘єкта пізнання з гуманітарного погляду, тобто не лише як об‘єкта впливу, а й такого, що сам впливає і змінює суб‘єкта. У цьому контексті розширюється зміст поняття ―діалог‖, що стає визначальним у ставленні до реальності як прояву різного роду комунікацій.Прибічники інтенсифікації інтегративних процесів у науці, зокрема посилення взаємодії та взаємовпливу гуманітарного та природничо-наукового пізнання, акцентують увагу на тому, що застосування фізико-математичних методів у багатьох випадках не лише не може заступити специфічно гуманітарні методи пізнання, а й повинно набувати гуманітарних рис. Гуманітарний поворот у філософії науки позначив новий напрямок розвитку методології наукового пізнання. У працях М. Бахтіна намічені принципи гуманітарного пізнання, які, з нашого погляду, можуть слугувати основою гуманітарно-наукової парадигми: подолання опозиції суб‘єкта й об‘єкта; врахування ―участності‖ свідомості суб‘єкта пізнання; розкриття потенційної сутності об‘єктів пізнання в актуальній даності; плюралізм методології гуманітарних наук; критерій глибини розуміння; історичність пізнання в контексті великого часу; дистанціювання (―поза-знаходження‖) суб‘єкта пізнання. Ці принципи відповідають потенціалістичному розумінню специфіки гуманітарних наук. За словами М. Епштейна, ― реальність, досліджувана гуманітарними науками, суцільно складена зі смислотвірних можливостей, які розкриваються, як віяло, за кожним конкретним фактом‖ [5, с.68]. Розвиток гуманітарного знання зумовлений потенціалом взаємодії того, хто пізнає, і пізнаваного ним, їх обопільним взаємозбагаченням, унаслідок чого розкриваються нові смислові горизонти розуміння людського світу.

### Роль гуманітарної парадигми в інтеграції наукового знання
Філософська рефлексія інтеграції в науці – аналіз її характеристик і перспектив, обґрунтування принципів, виявлення механізмів і прогнозування можливих наслідків – здійснюється на широкому соціокультурному підґрунті. Квінтесенцією, духом культури ХХ століття стала філософія постмодернізму, яка ґрунтується на уявленнях про відкритість, різноманітність, розширення можливостей, протистоїть обмеженості й упередженості попередніх шаблонів і парадигм. Якщо уважно придивитися, то виявляється тісний взаємозв‘язок нових методологічних принципів, покладених в основу інтеграції науки, й філософсько-світоглядних орієнтирів постмодернізму.
Концептуальним підґрунтям змін у науковій методології стало нелінійне мислення, сумірне з настановами філософії постмодернізму, які відображають сутність нової культурної ситуації та її вияви у ціннісно-смисловій сфері науки. Доба постмодерну – час усвідомлення трагічної парадоксальності людського буття, розірваність якого може бути зведена в одне ціле лише в гуманітаристиці, поєднуючи загальнолюдський досвід накопичений у гуманітарному знанні – філософії, літературі, усній народній творчості тощо, і науковий підхід гуманітарних наук.

## Гуманітарні науки
Гуманітарні ( суспільні )науки, що дають соціальне і гуманітарне знання, допомагають людині осмислити саму себе, знайти "людський вимір" природних і соціальних процесів. Вони сприяють формуванню способу мислення і дії людини, яка знає суспільство і розуміє інших людей, що вміють жити в сучасному світі з його різноманіттям культур і способів життя, що переборює власний егоїзм, що усвідомлює наслідки своєї діяльності.

## Сучасний погляд на гуманітарне знання
Сучасна філософія науки надає дедалі більшого значення дослідженню специфіки і методологічного потенціалу гуманітарного знання, можливостей гуманітарно-наукової парадигми, що пояснюється самою логікою становлення постнекласичної науки, процесами її гуманізації та гуманітаризації. На початку ХХІ ст. потреба в осмисленні гуманітарної парадигми наукового пізнання зумовлена, крім усього іншого, ще до цього часу ще не подоланим істотним відставанням у становленні методології гуманітарних наук від аналогічної сфери природознавства. Сьогодні методологічні дослідження гуманітарно-наукової парадигми знання набули неабиякого значення. Можна лише здогадуватись, які досягнення нас очікують у цій сфері філософії науки у майбутньому. Принаймні передумови для давно очікуваного прориву створено філософами і методологами науки минулого. У результаті наполегливої праці кількох поколінь мислителів у західноєвропейському методологічному дискурсі поступово сформувалося розширене розуміння знання. Воно стало трактуватись як атрибут людського буття, культурно-історичний феномен, зумовлений чинниками часу та простору, різними формами практик і теоретичної діяльності. «Сюди включаються всі форми поза- і донаукового знанням (зокрема, магія вважається граничним досвідом, де також здійснюється розв'язання практично-пізнавальних завдань), виявляються соціокультурні контексти пізнання – зрештою, досліджується «сукупний пізнавальний процес». Тим самим предметне поле некласичної теорії пізнання гранично розширюється, вона стає історично й гуманітарно зорієнтованим синтетичним знанням, що долає «голий теоретизм», обмежену автономність пізнання з її внутрішніми законами, які не мають стосунку до реальної пізнавальної діяльності» [2, с.15-16]. Говорячи про гуманітарну парадигму знання, варто згадати, що наука в її сучасному розумінні зародилась у добу Відродження та Нового часу, коли людина посіла центральне місце у картині світу. Видатні філософи 4 і вчені тієї пори були переконані, що наукове пізнання покликане служити людині, задовольняти її тілесні та духовні потреби. Тобто місія науки від самого початку вважалася гуманітарною